# Pyrinia arxata
Pyrinia arxata är en fjärilsart som beskrevs av Druce 1892. Pyrinia arxata ingår i släktet Pyrinia och familjen mätare. Inga underarter finns listade.